# Reign of Light
Reign of Light – szósty studyjny album szwajcarskiego zespołu Samael wydany 11 października 2004 r. przez wytwórnię Galactical Recordings. Poprzedzony został singlem Telepath. Do utworu "Telepath" nakręcony został wideoklip.
W 2007 r. wydana została przez Regain Research Records limitowana do 3000 sztuk reedycja albumu z dodatkowym DVD, nową okładką i bonusowym utworem "Telepathic", będącym alternatywną wersją "Telepath".

## Lista utworów
1. "Moongate" – 3:30
2. "Inch' Allah" – 3:30
3. "High Above" – 3:57
4. "Reign Of Light" – 3:50
5. "On Earth" – 4:03
6. "Telepath" – 3:35
7. "Oriental Dawn" – 4:24
8. "As The Sun" – 3:39
9. "Further" – 3:59
10. "Heliopolis" – 3:56
11. "Door Of Celestial Peace" – 4:05

## Twórcy
- Vorph - gitara, wokal;
- Makro - gitara;
- Mas - gitara basowa;
- Xy - instrumenty klawiszowe, programowanie, perkusja.

Autorem tekstów jest Vorph, muzykę napisał Xy.

## Listy sprzedaży
| Lista   | Kraj       | Pozycja |
| ------- | ---------- | ------- |
| Top 100 | Szwajcaria | 66      |